# Bou Ismaïl
Bou Ismaïl (en arabe : بواسماعيل ; en berbère : ⴱⵓⵙⵎⴰⵄⵉⵍ, Busmaεil) — nommée Castiglione pendant la colonisation française —, est une ville côtière de la wilaya de Tipaza, au nord de l'Algérie.

## Géographie

### Situation géographique
Le territoire de la commune de Bou-Ismaïl est situé au nord-est de la wilaya de Tipaza. Bou Ismaïl est une ville située au bord de la mer Méditerranée, à environ 25 km à l'est de Tipaza et à environ 35 km au sud-ouest d'Alger.
| Mer Méditerranée |            | Fouka  |
|                  | Bou Ismaïl |        |
| Khemisti         |            | Chaiba |

### Relief et hydrographie
La ville de Bou-Ismaïl est située à cheval sur deux plaines, une basse légèrement inclinée vers la mer à 15 mètres d'altitude de moyenne et une haute à près de 110 mètres de hauteur. Les deux se rejoignent par un ravin abrupt. Elle est bordée à l'ouest par l'Oued Khemisti.

### Transports
Bou Ismaïl est traversée par la RN 11 qui longe la côté d'Alger à Oran ainsi que par l'autoroute Alger-Cherchell qui suit la même direction. Enfin la RN 69A permet de rejoindre la Mitidja via Chaiba.
Entre 1903 et 1935, la ville était reliée par train à Alger.

### Routes
La commune de Bou-Ismaïl est desservie par la route nationale: RN11 (Route Alger-Oran).

### Localités de la commune
En 1984, la commune de Bou-Ismaïl est constituée à partir des localités et domaines suivants : Bou Ismaïl, Haouch Essaboun, Memiche, Sidi Djaber, Sidi Slimane, Domaines autogérés (après restructuration) nos 30 à 37.
L'agglomération chef-lieu est la ville de Bou-Ismaïl en conurbation avec Khemisti, il existe plusieurs agglomérations secondaires peu à peu rattrapées par la ville qui sont Houch Saboun, El Hamdania et El Amaria.

### Urbanisme
Le village colonial de Castiglione a été bâti au sud de la Route Nationale 11 : RN11 au pied de la source Bou Ismaïl. Ce n'est que vers la fin du XIXe siècle que la station balnéaire de Castiglione Plage est créée avec un boulevard front de mer à près de 500 mètres du village d'origine. Les indigènes algériens habitaient au sud sur les contreforts de la plaine sahélienne. Après l'indépendance la ville s'est développée vers le sud-est sur la plaine haute, tournant le dos à la ville française.

## Toponymie
Le nom de cette ville s'écrit aussi « Bousmaïl » ou « Bou-Ismaïl » (« Père d'Ismaël »). Il s'agirait du nom d'un riche propriétaire terrien chez qui Sidi-Ali Embarek de Koléa a travaillé.
Durant la colonisation la ville s'appelait Castiglione en hommage à la Bataille de Castiglione de 1796.

## Histoire
Le centre de colonisation de Castiglione est fondé en 1848 près de la source Bou-Ismail. Il devient une commune de plein exercice en 1854 dans le département d'Alger avant d'être rattaché à la commune de Koléa en 1858. La commune est recréée le 4 novembre 1869. Après l'indépendance, les Algériens retireront les monuments aux morts des guerres mondiales. Bou-Ismail fera ensuite partie de la Wilaya de Blida en 1974 puis de la wilaya de Tipaza depuis 1984.

## Démographie
| 1865 | 1884 | 1892  | 1897  | 1902  | 1958  | 1987   | 1998   | 2008   |
| ---- | ---- | ----- | ----- | ----- | ----- | ------ | ------ | ------ |
| 379  | 786  | 1 219 | 1 510 | 1 724 | 7 530 | 21 734 | 28 938 | 41 684 |

Populations des différentes agglomérations en 1987 : Bou Ismail, 21 734 hab.
Populations des différentes agglomérations en 1998 : Bou Ismail, 26 980 hab.
Populations des différentes agglomérations en 2008 : Bou Ismail, 40 984 hab. (en conurbation avec Khemisti).

## Économie
Historiquement, Bou Ismaïl vivait de la pêche, de l’agriculture et un peu du tourisme estival. Depuis une dizaine d'années, plusieurs grands groupes industriels se sont installés au niveau de la zone industrielle de Bou Ismaïl, à savoir le géant papetier Tonic, le fabricant de céramiques Hippocampe et le laboratoire pharmaceutique Novapharm.

## Écologie et pollution
Bou-Ismail a connu une longue période de pollution marine causée par les déversements des eaux usées ménagères et industrielles (notamment Tonic et Hippocampe). La baignade y était interdite par les autorités locales en 2007.
Ce problème semble être résolu par la réalisation et la mise en service, en 2019, d'une station d'épuration des eaux usées à l'entrée-est de la ville ; et par l'éradication de six points de rejet des eaux usées à la mer grâce à la réhabilitation de neuf postes de relevage allant de la Commune de Khemisti jusqu’à la nouvelle STEP de Bou Ismaïl, ainsi que la réparation de conduites de refoulement, et le curage de plusieurs déversoirs d’orages.

## Administration
On trouve à Bou Ismaïl plusieurs instituts importants, comme l'École Nationale Supérieure Maritime (ENSM), l'héritière de l'Institut Supérieur Maritime (ISM) créé en 1974 ; le Centre National de Recherche et Développement de la Pêche et de l'Aquaculture (CNRDPA) ; le Centre de Recherche et Développement de l’Énergie Solaire (CRDES) ; le Centre de Recherche Scientifique et Technique en Analyses Physico-Chimiques (CRAPC) créé en mai 1992 ; et le Centre de Formation du Crédit Populaire d'Algérie (CPA).

## Personnalités liées à la commune
- Jean-Pierre Bacri (1951 - 2021), acteur, scénariste et dramaturge français y est né.